# Valor (economia)
O valor econômico é a importância que um indivíduo dá a determinado bem ou serviço, seja para uso pessoal, seja para troca.

## Evolução histórica do conceito
Aristóteles (384 a.C.-322 a.C.) foi um dos primeiros a discutir a questão do valor da mercadoria, mas foram os economistas clássicos, como Adam Smith (1723-1790) e David Ricardo (1772-1823), que desenvolveram uma concepção mais sistematizada e completa do valor da mercadoria, devido ao momento histórico em que produziram suas teses, a época do capitalismo, na qual a produção de mercadorias se generalizou, transformando até mesmo a força de trabalho em uma mercadoria. 
Karl Marx (1818-1883) sistematizou a teoria do valor da mercadoria ao defini-la como sendo portadora, simultaneamente, de valor de uso e valor de troca, cuja determinação do último se encontra na forma de aparição do valor no mercado. Assim, ele criou sua própria teoria do valor-trabalho, ou lei do valor, a partir de críticas às ideias dos economistas clássicos (principalmente Adam Smith e David Ricardo). No bojo de sua teoria do valor-trabalho, Marx desenvolve sua principal teoria econômica, que é a da exploração do trabalhador pelo capitalista através da mais-valia. Várias outras contribuições, seja revendo ou discutindo a teoria de Marx, foram realizadas em torno da questão do valor da mercadoria.
Marx foi, por volta de 1870, contestado pela economia marginalista, que propôs a teoria do valor utilidade, isto é, a tese segundo a qual seria a utilidade da mercadoria (utilidade marginal) que determinaria o seu valor monetário. 